# کریس وود (بازیکن فوتبال، زاده ۱۹۹۱)
کریس وود (انگلیسی: Chris Wood؛ زادهٔ ۷ دسامبر ۱۹۹۱) بازیکن فوتبال در پست مهاجم اهل نیوزیلند است که در باشگاه فوتبال نیوکاسل یونایتد بازی می‌کند.
وود در اوکلند به دنیا آمد و قبل از اینکه به انگلستان برود و برای تیم لیگ برتری وست برومویچ آلبیون بازی کند، دوران بزرگسالی خود را با کمبریج اف سی، وایکاتو اف سی و همیلتون واندررز آغاز کرد. او قبل از پیوستن به لسترسیتی در سال ۲۰۱۳ فوتبالش را به صورت قرضی در شش باشگاه مختلف گذراند. پس از یک دوره قرضی در ایپسویچ تاون در سال ۲۰۱۵، او با باشگاه لیدز یونایتد قرارداد امضا کرد و در آنجا بهترین گلزن فصل ۲۰۱۶–۱۷ شد. او سپس با مبلغ رکورد باشگاهی به برنلی پیوست. وود یک گلزن ثابت برای آنها در لیگ برتر شد و در چهار و نیم فصل در ۱۴۴ بازی ۴۹ گل به ثمر رساند.
وود ۶۸ بار برای تیم ملی نیوزیلند بازی کرده است و ۳۳ گل به ثمر رسانده تا بهترین گلزن مردان نیوزیلند شود و از وان کاونی، بازیکن قبلی نیوزلند پیشی بگیرد. او در جام جهانی فوتبال ۲۰۱۰ برای این تیم بازی کرد و بخشی از تیمی بود که در جام ملت‌های 2016 OFC قهرمان شد.

## باشگاهی
از باشگاه‌هایی که در آن بازی کرده است می‌توان به وست برومویچ آلبیون، بارنزلی، باشگاه فوتبال برایتون و هاو آلبیون، بیرمنگام سیتی، باشگاه فوتبال بریستول سیتی، میلوال و لستر سیتی اشاره کرد

## تیم ملی
وی همچنین در تیم ملی فوتبال نیوزیلند بازی کرده است.